# Disco Mix Club
Disco Mix Club (DMC) ist der Name einer wichtigen Organisation für DJs. Gegründet wurde sie 1983 in England durch Tony Prince und wurde dann ein sehr bekannter Wettbewerb für DJs. Seit 1986 wird jährlich ein Wettbewerb durchgeführt, an welchem der beste DJ erkoren wird. Es werden sogenannte scratch battles durchgeführt. Das offizielle Magazin des DMC wird in der DJ-Szene oft Mix Mag genannt.

## Weltmeister
- 1985 - 1. Roger Johnson, 2. Martin Sweeney, 3. Roger Turin
- 1986 - 1. DJ Cheese, 2. Chad Jackson, 3. Orlando Voorn
- 1987 - 1. Chad Jackson, 2. Joe Rodriguez, 3. Ken „The Duke“ Larsen
- 1988 - 1. DJ Cash Money, 2. Mich „Cut-father“ Hansen, 3. All-Star Fresh
- 1989 - 1. Cut Master Swift, 2. Aladdin, 3. Eliot Mess
- 1990 - 1. David, 2. Francesco Zappalà, 3. Reckless
- 1991 - 1. David, 2. Q-Bert, 3. Yoshi
- 1992 - 1. Rock Steady DJs (Mix Master Mike, DJ QBert und DJ Apollo), 2. Crazy Fast Nefis, 3. KK
- 1993–1994 - 1. Dream Team (Mix Master Mike und DJ QBert), 2. Alliance Ethnik, 3. Cutting Crew
- 1995 - 1. Roc Raida, 2. DJ Noize, 3. Alliance Ethnik
- 1996 - 1. DJ Noize, 2. DJ Tommy, 3. Roc Raida
- 1997 - 1. A-Trak, 2. Crazy B, 3. Pogo
- 1998 - 1. DJ Craze, 2. Crazy B, 3. A-Trak
- 1999 - 1. DJ Craze, 2. Tony Vegas, 3. P-Trix
- 2000 - 1. DJ Craze, 2. Dexta, 3. Mr. Thing
- 2001 - 1. Plus One, 2. Klever, 3. DJ Kentaro sowie P-Money
- 2002 - 1. DJ Kentaro, 2. Skully, 3. Dopey
- 2003 - 1. Dopey, 2. Enferno, 3. Quest
- 2004 - 1. Ie.Merge, 2. DJ Rafik, 3. Dopey
- 2005 - 1. Ie.Merge, 2. Pfel, 3. DJ Izoh
- 2006 - 1. Netik, 2. Yasa, 3. DJ Rafik
- 2007 - 1. DJ Rafik, 2. Yasa, 3. DJ Fly
- 2008 - 1. DJ Fly, 2. Slyce, 3. Co-Ma
- 2009 - 1. DJ Shiftee, 2. Co-Ma, 3. DJ LigOne
- 2010 - 1. DJ LigOne, 2. Co-Ma, 3. DJ Blu
- 2011 - 1. DJ Vajra, 2. DJ Izoh, 3. Co-Ma
- 2012 - 1. DJ Izoh, 2. Precision, 3. Ritchie Ruftone
- 2013 - 1. DJ Fly, 2. Ritchie Ruftone, 3. Jon1st
- 2014 - 1. Mr. Switch, 2. I-Dee, 3. DJ Vekked
- 2015 - 1. DJ Vekked, 2. Spell, 3. Precision
- 2016 - 1. DJ Yuto, 2. DJ Brace, 3. DJ Traps
- 2017 - 1. DJ Rena, 2. DJ Skillz, 3. Spell
- 2018 - 1. DJ Skillz, 2. DJ Fummy, 3. DJ Rena
- 2019 - 1. DJ Skillz, 2. K-Swizz, 3. Erik Jay
- 2020 - 1. DJ Skillz, 2. JFB, 3. K-Swizz
- 2021 - 1. JFB, 2. K-Swizz, 3. Erik Jay

Nachdem zunächst viele Jahre lang der Kanadier A-Trak den Titel des jüngsten Weltmeister gehalten hatte (er war bei seinem Gewinn 1997 15 Jahre alt), konnte 20 Jahre später DJ Rena aus Japan den Titel bereits im Alter von 12 Jahren gewinnen.

## Team-Weltmeister
- 1999 – Scratch Perverts
- 2000 – Craze & A-Trak
- 2001 – Perverted Allies
- 2002 – Birdy Nam Nam
- 2003 – C2C
- 2004 – C2C
- 2005 – C2C
- 2006 – C2C
- 2007 – Kireek
- 2008 – Kireek
- 2009 – Kireek
- 2010 – Kireek
- 2011 – Kireek
- 2012 – Mixfitz
- 2013 – Mr Viktor, Deska & Dj Hertz

## Supremacy-Weltmeister
- 2000 – DJ Kohd
- 2001 – Netik
- 2002 – Netik
- 2003 – Tigerstyle
- 2004 – Akakabe
- 2005 – Pro Zeiko
- 2006 – Coma
- 2007 – Shiftee
- 2008 – DJ Switch
- 2009 – DJ Switch
- 2010 – DJ Switch
- 2011 – DJ Nelson
- 2012 – DJ Vekked
- 2013 – DJ Ritchie Ruftone

## Online-Weltmeister
- 2011 – Unkut
- 2012 – Fong Fong
- 2013 – Jon1st
- 2014 – I-Dee
- 2015 – DJ Vekked

## Aufnahmen
Disco Mix Club – September 87 – Previews